# Сейм выходит из берегов
«Сейм выходит из берегов» — советский художественный фильм, снятый режиссёром Исааком Шмаруком на Киевской киностудии художественных фильмов им. А. П. Довженко в 1962 году.
Экранизация одноименной повести Вилия Москальца. Премьера состоялась 23 июля 1962 года.

## Сюжет
Фильм рассказывает о глубоких переменах в украинском селе, сложных взаимоотношениях председателя колхоза, бывшего командира партизанского отряда Терентия Буслая с механизатором Николаем Дончаком. Буслай унижает колхозников, администрирует, оправдывая свои незаконные действия величием конечной цели. Лишь гибель сына заставляет Буслая пересмотреть всю жизнь, понять свои ошибки. В фильме присутствует также любовно-лирическая тема.

## В ролях
- Сильвия Сергейчикова — Софийка
- Николай Винграновский — Николай Дончак
- Виктор Добровольский — Терентий Буслай, председатель колхоза, бывший командир партизанского отряда
- Пётр Вескляров — Чубарь
- Вячеслав Воронин — Генка
- Валерий Панарин — Володя Буслай, сын председателя колхоза
- Вадим Медведев — Кандыба
- Светлана Кондратова — Вера
- Семён Лихогоденко — Петро
- Сергей Калинин — сторож
- София Карамаш — эпизод
- Полина Куманченко — эпизод
- Наталия Наум — эпизод

## Съемочная группа
- Режиссёр-постановщик : Исаак Шмарук
- Режиссёр-ассистент : Виктор Добровольский, Игорь Самборский
- Режиссёр монтажа: Татьяна Сивчикова
- Сценаристы : Игорь Болгарин, Вилий Москалец, Евгений Оноприенко
- Оператор-постановщик : Николай Кульчицкий
- Композитор: Александр Билаш
- Художник-постановщик: Николай Резник